# 麻花すわん
麻花 すわん（あさはな すわん、11月23日 - ）は、宝塚歌劇団雪組に所属する娘役。
東京都中野区、東京大学教育学部附属中等教育学校出身。身長162cm。愛称は「あこ」。

## 来歴
2016年4月、宝塚音楽学校入学。
2018年4月、宝塚歌劇団に104期生として入団。入団時の成績は24番。星組宝塚大劇場公演『ANOTHER WORLD／Killer Rouge』で初舞台。

## 主な舞台

### 初舞台公演
- 2018年4月～6月、 『ANOTHER WORLD／Killer Rouge』（宝塚大劇場のみ）

### 雪組配属後
- 2018年11月～2019年2月、『ファントム』
- 2019年5月〜9月、『壬生義士伝／Music Revolution！』
- 2020年1月〜3月、『ONCE UPON A TIME IN AMERICA』
- 2025年8 - 9月、『An American in Paris（パリのアメリカ人）』（御園座）
- 2025年11 - 2026年2月、『ボー・ブランメル〜美しすぎた男〜／Prayer〜祈り〜』